# Dyzprom
Dyzprom (ukr. Дизпром, ros. Дизпром) – przystanek kolejowy w miejscowości Sambor, w rejonie samborskim, w obwodzie lwowskim, na Ukrainie.